# NEFO
I/S Nordjyllands Elektricitetsforsyning (NEFO) var et jysk elektricitetsselskab, som leverede el til forbrugerne i Vendsyssel og Han Herred. NEFO drev Vendsysselværket frem til fusionen med Nordkraft i 1995, hvor selskabet Nordjyllandsværket dannes.
I 1953 får Aalborg Kommunes Elværk regional status i hele Nordjylland.
|  | Denne artikel kan blive bedre, hvis der indsættes geografiske koordinater Denne artikel omhandler et emne, som har en geografisk lokation. Du kan hjælpe ved at indsætte koordinater i wikidata. |